# St. Thomas (Berghaselbach)

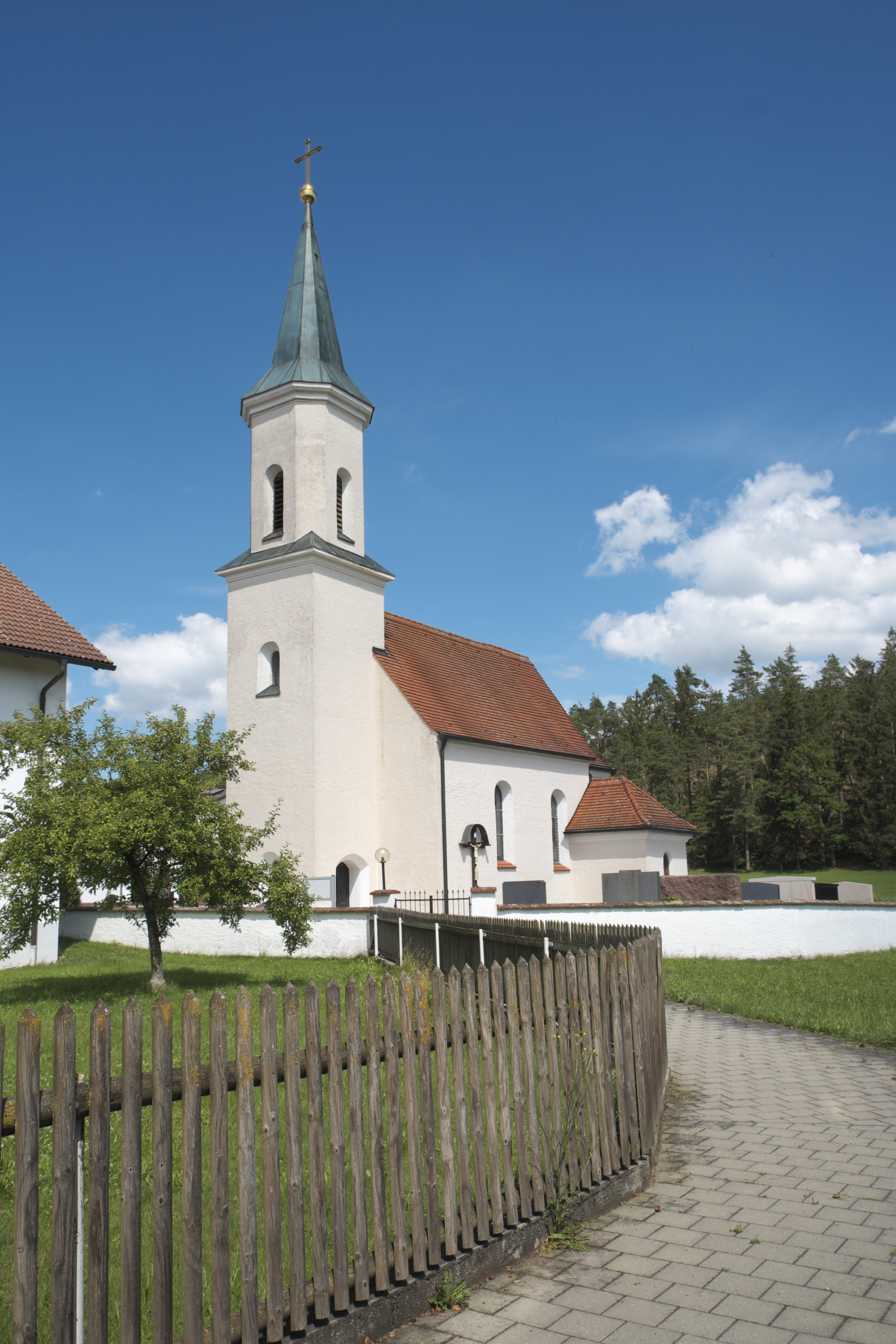
St. Thomas in Berghaselbach

Die römisch-katholische Filialkirche St. Thomas steht in Berghaselbach, einem Gemeindeteil von Wolfersdorf im oberbayerischen Landkreis Freising. Das Bauwerk ist als Baudenkmal unter der Nr. D-1-78-156-6 eingetragen. Die Kirche gehört zum Erzbistum München und Freising.

## Beschreibung
Die barocke Saalkirche wurde 1752 erbaut. Sie besteht aus einem Langhaus, einem eingezogenen, halbrund geschlossenen Chor im Osten und einem Kirchturm auf quadratischem Grundriss im Westen, der 1880 mit einem achteckigen Geschoss aufgestockt, das den Glockenstuhl beherbergt, und mit einem spitzen Helm bedeckt wurde. Die Sakristei befindet sich an der Südwand des Langhauses neben dem Chor. Der Innenraum des Langhauses ist mit einer Decke mit Hohlkehle überspannt. Die Deckenmalereien wurden 1992/93 freigelegt. Auf dem Altarretabel des Hochaltars, der von Skulpturen flankiert wird, ist Maria dargestellt.